# طب سنتی برزیل

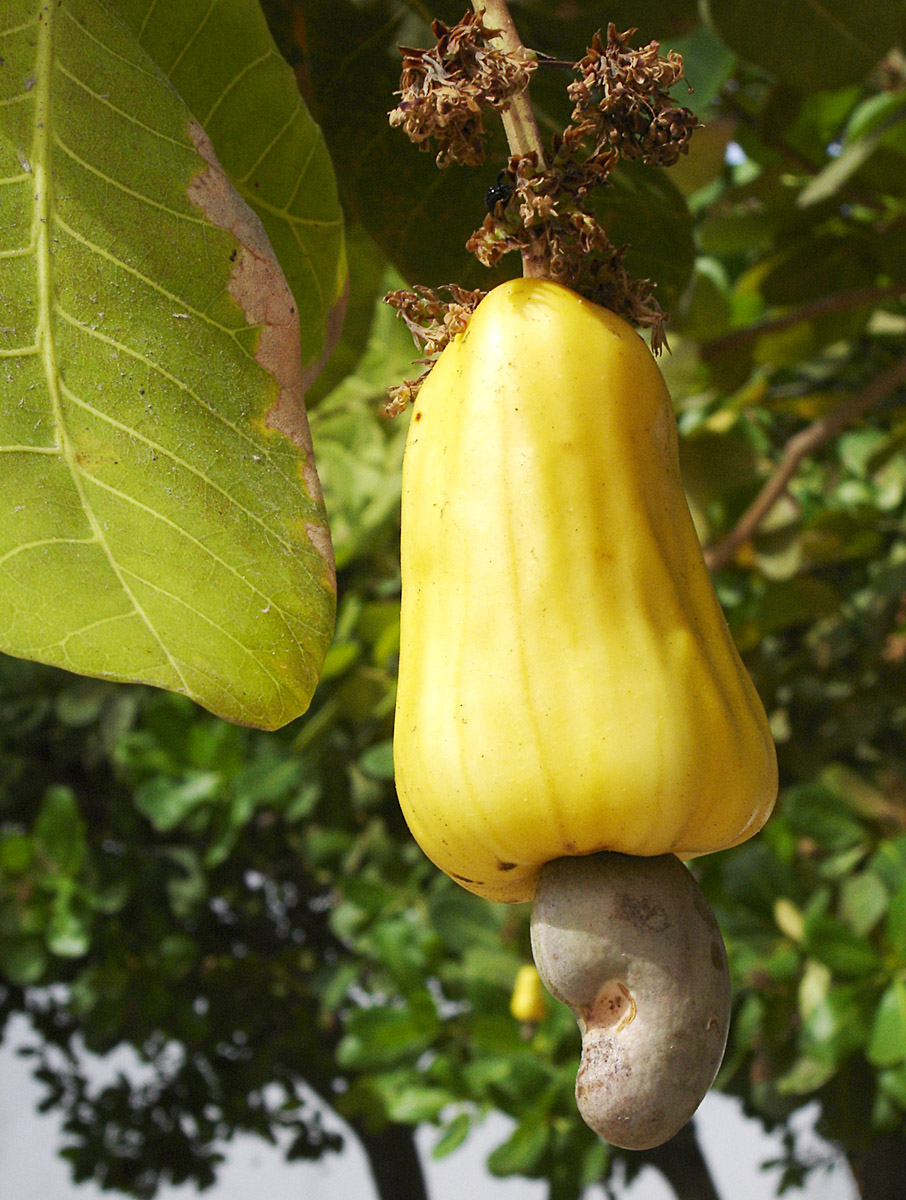
چندین قسمت از گیاه بادام هندی، از جمله پوست و دانه‌های آن، کاربرد دارویی دارند.

طب سنتی برزیل (به پرتغالی: Medicina indígena) شامل عناصر بومی بسیاری از آمریکای جنوبی و همچنین عناصر وارداتی از آفریقا است. این نوع طب عمدتاً در مناطقی مورد استفاده قرار می‌گیرد که گروه‌های بومی و نوادگان آفریقایی در آن سکونت دارند، مانند منطقه شمال شرقی برزیل، تقریباً تمامی مناطق داخلی از جمله نواحی آمازون، گرم‌دشت، جنگل بارانی، کوهپایه و منطقه پانتانال. به گفته رومولو آر.ان. آلوِس: «اگرچه سیستم بهداشت برزیل عمومی است… استفاده از درمان‌ها و آیین‌های سنتی راهی اقتصادی برای درمان بسیاری از مردم فراهم می‌کند، اما این بدان معنا نیست که افراد ثروتمند برزیلی به آن روی نمی‌آورند. طب سنتی بخشی عمیق از میراث برزیل است.»
گروه‌های آرواک، توپی، یامومامی، کراهو، گوارانی و دیگر گروه‌های سرخپوستی از جمله قبایل بومی هستند که به همراه نوادگان جدا شده آفریقایی‌ها یا کویلومبولا و سرخپوستان یکپارچه (کابوکلو) که تقریباً منحصراً به طب سنتی مشغولند، شناخته می‌شوند. در میان گیاهان، غذاهای خوراکی مانند بادام هندی، فلفل، منگوستین و نارگیل وجود دارد، اما اغلب شامل قسمت‌های غیرخوراکی مانند میوه‌ها، برگ‌ها، پوسته و پوست درخت نیز می‌شود. کشورهای همسایه مانند پاتامونا در گویان نیز از بادام هندی استفاده می‌کنند. 
علاقه‌مندی به طب سنتی برزیل رو به افزایش است، چرا که جنگل آمازون بزرگ‌ترین جنگل حاره‌ای جهان به‌شمار می‌رود و میزبان تنوع زیستی عظیمی است که شامل درمان‌ها یا داروهایی برای بسیاری از بیماری‌ها نیز می‌شود. دانشمندان ژاپنی فعالیت ضدسرطانی قوی‌ای در برخی از درمان‌های سنتی برزیلی یافته‌اند. در یک مطالعه در سال ۱۹۹۷ که در مجله آمریکایی طب چینی منتشر شد، تنها ۱۲۲ گونه موجود در برزیل با گونه‌های چینی ارتباط داشتند (یا معادل ۱۴٫۳۵٪ از نمونه‌ها)، که به این معناست که بخش عمده‌ای از گونه‌ها در طب سنتی چینی ناشناخته‌اند. هزاران و شاید میلیون‌ها گونه همچنان مطالعه‌نشده باقی مانده‌اند و/یا در معرض انقراض به دلیل نابودی زیستگاه هستند.

## مثال‌ها
نمونه‌هایی از این گیاهان روانگردان مانند آیاهواسکا اپنا و جورما هستند که در آیین‌های مذهبی مورد استفاده قرار می‌گیرند و در حال حاضر پتانسیل کاربرد آنها در روان‌پزشکی در حال بررسی است.
پاکسازی کامبو عملی است که در آن از ترشحات قورباغه برگ غول‌پیکر که توسط گروه‌های بومی مانند نوک کوین استفاده می‌شود، استفاده می‌شود و این ترشحات به جریان خون تزریق شده و در طب سنتی برای دفع بدشانسی استفاده می‌شود. چندین اختراع برای استفاده از آن در برابر ایسکمی و آسیب کبدی در دست بررسی است.
گروه رادیکال‌های آزاد و استرس اکسیداتیو در دانشکده پزشکی و پرستاری دانشگاه سرزمین باسک (UPV/EHU) مطالعه‌ای منتشر کرده‌اند که در آن نشان داده شده است گیاه ویسیمیا باسیفرا، که به‌صورت سنتی به‌صورت دمنوش استفاده می‌شود، باعث القای شدید استرس اکسیداتیو در سلول‌های تومور کلیه شده و منجر به مرگ سریع این سلول‌ها می‌شود، در حالی که سلول‌های سالم را دست‌نخورده باقی می‌گذارد.